# 伊伊诺鲁瓦·阿博耶吉
伊伊诺鲁瓦·塞缪尔·阿博耶吉（英語：Iyinoluwa Samuel Aboyeji，1991年3月28日—）为尼日利亚企业家，是Andela公司的联合创始人之一，并曾担任Flutterwave公司董事总经理。2019年，阿博耶吉被《新非洲》杂志评为该年度最具影响力的100位非洲人之一。

## 教育
阿博耶吉高中就读于洛约拉耶稣会学院，并于2007年毕业。之后阿博耶吉进入预科学校哥伦比亚国际学院就读，并于滑铁卢大学获得了法律研究学士学位。